# Черняк Михайло Якович
Черняк Михайло Якович (*14 лютого 1905 — †3 березня 1992) — радянський український композитор

## Життєпис
Народився 14 лютого (н. ст.) 1905 р. у Чернігові. Дід і прадід Михайла Яковича — потомственні садоводи.
У 1922 році після закінчення трудової школи № 2 продовжив навчання в Чернігівській музичній школі по класу Є. В. Богословського. Три роки тривало навчання. Водночас М. Черняк відвідував курси з підготовки вчителів хорового співу, після закінчення яких працював учителем у школі приміського села Бобровиця.
У 1924 році в Чернігові розпочалось творче співробітництво Михайла Черняка з українською поетесою Ладею Могилянською. Перший спільний музичний твір чернігівців — кантата «Памяти Ленина», перша робота у пісенному жанрі — пісня «Ходоки», присвячена селянам Чернігівщини (Ф. Старикову, А. Усикову, М. Лузгарьову), які у 1917 році зустрічалися у Смольному з Леніним.
У 1925—1929 роках Михайло Черняк навчався в Москві, у 1-му музичному технікумі по класу композиції Болеслава Леонідовича Яворського. Брав уроки вокалу у видатної оперної співачки, колишньої солістки Маріїнського і Большого театрів, професора Московської консерваторії Марії Андріанівни Дейші-Сіоницької (родички В. У. Дейші — дружини М. М. Коцюбинського).
Однак 30 квітня 1929 року 24-річного Михайла Черняка було заарештовано. 8 липня того ж таки року Колегія ОГПУ засудила його за ст.ст. 58-8, 58-11 Кримінального кодексу РСФРР до 5 років позбавлення волі.
Покарання М. Черняк відбував у Білбалттаборі, в Карельській АРСР. Саме там у 1932 році він знову зустрівся з Ладею, яка також була заарештована в 1929 р. У таборі співпраця композитора і поетеси набула продовження. На замовлення табірного керівництва вони створили симфонічні поеми «Карелия» та «Белморстрой».
Саме ці твори представив М. Черняк до Спілки радянських композиторів, Р. Гліеру та М. Мясковському, і був прийнятий в її члени у квітні 1933 року. Напередодні, 22 січня 1933 року, його звільнили з Білбалттабору. Однак довідку про реабілітацію він отримав з Головної військової прокуратури СРСР лише у грудні 1990 року.
З 1933 року М. Черняк, вже як вільнонайманий, працював старшим інспектором культурно-виховного відділу Дмиттабору ОГПУ-НКВД СРСР8, який був створений для використання праці в'язнів на будівництві каналу Москва-Волга у вересні 1932 року.
У 1936 році в Дмиттаборі твори М. Черняка були видані окремою збіркою, яка отримала назву «Музыка двух каналов». Як стверджував М. Черняк, слова для III частини сюїти (12 перших рядків) написала Л. Могилянська на вимогу адміністрації, але приписала їх С. Алімову . Ладя стала й технічним редактором першої авторської збірки М. Черняка. У книжці вміщений також портрет композитора роботи художника Маришева.
Збірка підписана до друку 22 серпня 1936 року, її тираж становив тисячу примірників. Місяцем раніше було здано до друку ще одне видання Культурно-виховного відділу, в підготовці якого брав участь М. Черняк, — «Музыка трассы».
Після звільнення, у 1937—1940 рр., М. Черняк навчався в Заочному музичному інституті (керівник Віктор Абрамович Цуккерман, професор Московської консерваторії). Тривала й творча робота, з'явилися нові пісні. Одна з них — «Стальные роты» — отримала визнання і в далекій Іспанії. Написана в 1936 році на слова відомого іспанського поета Луїса де Тапіа, пісня стала гімном інтернаціональних бригад. Завдяки цій пісні М. Черняк познайомився з Долорес Ібарурі та її сином Рубеном.
Останні тридцять років життя М. Черняк провів у Москві. У повоєнні часи композитор присвятив свою творчість дітям та юнацтву, займався викладацькою діяльністю. У доволі поважному віці ініціював створення й у 1985 р. очолив у Москві Університет музичної культури для робітничої молоді, учнів профтехучилищ, старшокласників.
Помер Михайло Якович на 88-му році життя 3 березня 1992 р. Похований у Москві на Ваганьковському кладовищі.